# Istiblennius spilotus
Istiblennius spilotus là một loài cá biển thuộc chi Istiblennius trong họ Cá mào gà. Loài cá này được mô tả lần đầu tiên vào năm 1994.

## Từ nguyên
Tính từ định danh spilotus bắt nguồn từ σπίλος trong tiếng Hy Lạp cổ đại có nghĩa là "có đốm", hàm ý đề cập đến các đốm trắng xanh trên đầu và thân, đặc biệt là ở con đực của loài này.

## Phân bố và môi trường sống
I. spilotus có phân bố rộng rãi ở Tây Ấn Độ Dương, bao gồm Đông Phi và các đảo quốc ngoài khơi (Madagascar, Mascarene, Seychelles), Nam Phi, phía bắc đến biển Ả Rập. Chúng sống tập trung ở bờ biển đá và vũng thủy triều.

## Mô tả
Chiều dài cơ thể lớn nhất được ghi nhận ở I. spilotus là 14 cm. Cơ thể lốm đốm các vệt sẫm và sáng màu, có khoảng 6 vạch đen ở hai bên thân. Cá đực có các chấm xanh lam viền trắng ở đầu và thân, cá cái lại có nhiều chấm trắng to hơn cá đực. Cá đực trưởng thành có mào thịt phát triển ở gáy, cá cái không có nhưng một số cá thể có sống thấp nhô lên.
Số gai vây lưng: 13–14; Số tia vây lưng: 16–19; Số gai vây hậu môn: 2; Số tia vây hậu môn: 17–19; Số tia vây ngực: 13–14; Số gai vây bụng: 1; Số tia vây bụng: 3.

## Sinh thái
Trứng của I. spilotus có chất kết dính, được gắn vào chất nền thông qua một tấm đế dính dạng sợi. Cá bột là dạng phiêu sinh vật, thường được tìm thấy ở vùng nước nông gần bờ.